# Nguyễn Văn Biên (zapaśnik)
Nguyễn Văn Biên – wietnamski zapaśnik walczący w stylu klasycznym.
Złoty medalista igrzysk Azji Południowo-Wschodniej w 1997 i 2003 roku.